# Konrad Sattler
Konrad Sattler (* 28. September 1905 in Köflach; † 17. Oktober 1999 in Graz) war ein österreichischer Bauingenieur und Hochschullehrer.

## Biografie
Sattler war der Sohn eines Volksschullehrers und Schulleiters und wuchs in Graz auf. Er studierte Bauingenieurwesen an der Technischen Hochschule Graz, unter anderen bei Georg Kapsch, Karl Federhofer, Heinrich Neukirch (Professor für Statik und Pionier in der Berechnung von Hängebrücken) und Bernhard Baule. 1929 legte er beide Staatsprüfungen mit Auszeichnung ab und wurde Assistent von Franz Brunner. Für seine Dissertation (Beitrag zur Knicktheorie dünner Platten) 1932 benutzte er das Differenzenverfahren zur Lösung der Differentialgleichungen des Beulproblems im Stahlbau. Außerdem konnte er bei Brunner am Sonderentwurf einer Hängebrücke für die Reichsbrücke in Wien mitarbeiten – ihr Entwurf erhielt den 1. Preis im Wettbewerb. Danach war er in der Stahlbauindustrie, zunächst in der Brückenbauabteilung der Gutehoffnungshütte in Oberhausen-Sterkrade. Eine der ersten Aufgaben war die Bestimmung der Eigenfrequenzen der Hängebrücke über die Save in Belgrad. Nach anderthalb Jahren wechselte er zum Brückenbauunternehmen Hein Lehmann AG in Düsseldorf. Neben Brücken entwarf er auch Hochbauten, Stahlwasserbauten und Druckrohrleitungen. Anschließend war er bei der Brückenbauabteilung der Krupp AG in Duisburg-Rheinhausen, wo er als Oberingenieur mit Handlungsvollmacht die Abteilung leitete. Zu den Entwürfen zählte eine große Hängebrücke über den Öresund und eine nicht ausgeführte Drehbrücke in Glowe auf der Insel Rügen, die die größte Europas gewesen wäre. Zur Ausführung gelangte eine Straßenbrücke mit Drehbrücke über den Nil bei Samannūd, die ihm internationale Anerkennung verschaffte. Von großer Bedeutung war die Entwicklung der SKR-Brücke, eines zerlegbarens Brückengeräts für die Deutsche Reichsbahn mit bis zu 120 m Stützweite. Es kam viel im Zweiten Weltkrieg und im Wiederaufbau danach zum Einsatz. 1944 war er mit der Hebung der großen Bogenbrücke in Nijmegen befasst, als er den Ruf an die Reichsuniversität Graz erhielt.
1944 wurde er als Nachfolger von Franz Brunner Professor für Stahlbau in Graz. Trotz Fürsprache seiner Kollegen wurde er 1946 aus politischen Gründen entlassen. Er ging zum Unternehmen Ast und entwickelte dort nach dem Vorbild des SKR-Brückengeräts eine zerlegbare Baubrücke, die viel in Österreich zum Einsatz kam. Außerdem entwickelte er eine Stahlgleitschalung für doppelt gewölbte Bogenstaumauern und entwarf Stahlbetonkonstruktionen. Mit Adolf Pucher entwickelte er die Montagebauweise Sattler-Pucher. 1951 wurde er Professor für Stahlbau an der Technischen Universität Berlin, wohin ihn Franz Dischinger holte. Dort befasste er sich auch mit Spannbeton und veröffentlichte 1953 die erste Monografie über Verbundkonstruktionen (in der stark erweiterten 2. Auflage von 1959 auch unter Einbeziehung von Spannbeton). Er untersuchte das plastische Verhalten von Verbund- und Stahlkonstruktionen, den räumlichen Spannungszustand (elastisch und plastisch) und Probleme in der Theorie 2. Ordnung. Außerdem erweiterte er das Verfahren von Guyon-Massonet für die Berechnung von Trägerrosten. 1957/1958 war er Dekan der Fakultät für Bauwesen.
Ab 1962 war er Professor für Baustatik (als Nachfolger seines Freundes Ernst Chwalla) und Stahlbau. 1965/1966 war er erneut Dekan der Fakultät. 1967/1968 war er Rektor der Technischen Universität Graz. Ein Angebot des Krupp-Konzerns, in die Geschäftsführung der Brückenbauabteilung einzutreten, lehnte er ab.
Er war Herausgeber der Zeitschrift Der Bauingenieur.

## Schriften (Auswahl)
- Theorie der Verbundkonstruktionen. Ernst & Sohn, Berlin 1953. (2. Auflage in zwei Bänden 1959)
- Ein allgemeines Berechnungsmodell für Tragwerke mit elastischem Verbund. Stahlbau-Verlags-GmbH, Köln 1955.
- Betrachtungen über neuere Verdübelungen im Verbundbau. In: Der Bauingenieur, 37. Jahrgang 1962, Heft 1, S. 2.
- Lehrbuch der Statik. Springer, Berlin 1974.

## Auszeichnungen
- 1959: Ehrendoktorat der Technischen Universität Graz[2]